# Leucauge analis
Leucauge analis är en spindelart som först beskrevs av Tord Tamerlan Teodor Thorell 1899.  Leucauge analis ingår i släktet Leucauge och familjen käkspindlar. Inga underarter finns listade i Catalogue of Life.